# Камалов, Мурат Каллибекович
Мура́т Каллибе́кович Кама́лов (узб. Murod Kallibekovich Kamolov; род. 24 июня 1955, Нукус, Каракалпакская АССР, Узбекская ССР, СССР) — узбекистанский и каракалпакский государственный и политический деятель, председатель Жокаргы Кенеса Каракалпакстана с 2 октября 2020 года до лета 2022 года, и по совместительству заместитель главы Сената Республики Узбекистан.

## Биография
Мурат Камалов родился 24 июня 1955 года в Нукусе. Каракалпак. Сын Каллибека Камалова — первого секретаря Каракалпакского обкома Коммунистической партии Узбекистана (1963−1984).
В 1977 году окончил Высшую школу КГБ.
1987—1990 — младший научный сотрудник Академии наук Узбекистана.
1990—1991 — главный инженер организации по обслуживанию дипломатических и других приравненных к ним иностранных представительств «Консул».
1991—1996 — директор представительства ассоциации делового сотрудничества с иностранными странами «Каракалпакинторг» при совете министров Каракалпакстан в Ташкенте.
1996—2010 — глава унитарного предприятия Stellor в Ташкенте
2010—2018 — консультант адвокатского бюро «хукыкый бизнес хам консалтинговой агентлиги»
2018—2020 — начальник Управления Службы государственной безопасности по Каракалпакстану.
С 21 октября 2020 года — заместитель главы Сената Олий Мажлиса Узбекистана.
Летом 2022 года сложил полномочия по болезни.